# Castellucchio
Castellucchio – miejscowość i gmina we Włoszech, w regionie Lombardia, w prowincji Mantua.
Według danych na rok 2004 gminę zamieszkiwało 4879 osób, 106,1 os./km².